# West Paris (Maine)
West Paris est une ville américaine située dans le Comté d'Oxford, dans le Maine.

## Population
Selon le recensement de 2020, sa population est de 1 766 habitants.